# Стренья
Стренья (итал. Stregna) —  коммуна в Италии, располагается в регионе Фриули-Венеция-Джулия, в провинции Удине.
Население составляет 430 человек (2008 г.), плотность населения составляет 23 чел./км². Занимает площадь 20 км². Почтовый индекс — 33040. Телефонный код — 0432.
Покровителем коммуны почитается святой апостол Павел, празднование 25 января.

## Демография
Динамика населения:

## Администрация коммуны
- Официальный сайт: http://www.comune.stregna.ud.it/